# Colomban-Marie Dreyer
Marie-Colomban Dreyer OFM, Taufname Victor-Valentin, (* 15. Februar 1866 in Rosheim, Département Bas-Rhin; † 7. Mai 1944 in Vigny, Département Val-d’Oise) war ein französischer Ordensgeistlicher, römisch-katholischer Erzbischof und Diplomat des Heiligen Stuhles.

## Leben
Victor-Valentin Dreyer trat am 8. September 1887 in die Ordensgemeinschaft der Franziskaner ein, wo er den Ordensnamen Marie-Colomban erhielt. Nach Ablegung der zeitlichen Profess am 25. September 1888 empfing Dreyer am 25. Juli 1889 in Pau das Sakrament der Priesterweihe. Am 4. Oktober 1891 legte er die ewige Profess ab.
Am 27. Juni 1923 wurde Marie-Colomban Dreyer zum Titularbischof von Orthosias in Phoenicia und zum Apostolischen Vikar des neu errichteten Apostolischen Vikariats Rabat ernannt. Die Bischofsweihe spendete ihm am 16. August desselben Jahres in Paris der Erzbischof von Paris, Louis-Ernest Kardinal Dubois; Mitkonsekratoren waren der Erzbischof von Algier, Auguste-Fernand Leynaud, und der emeritierte Apostolische Vikar von Central Shensi, Auguste-Jean-Gabriel Maurice OFM.
Am 11. März 1927 wurde Marie-Colomban Dreyer zum Apostolischen Vikar des neu errichteten Apostolischen Vikariats Sueskanal ernannt. Dieses Amt bekleidete er bis zu seiner Ernennung zum Apostolischen Delegaten in Indochina am 24. November 1928. Mit der Beförderung zum Apostolischen Delegaten wurde Marie-Colomban Dreyer am 26. November 1928 zum Titularerzbischof von Adulis ernannt. Erzbischof Marie-Colomban Dreyer blieb bis zu seiner Emeritierung am 19. November 1936 als Apostolischer Delegat im Amt.